# Rosenheimer Becken

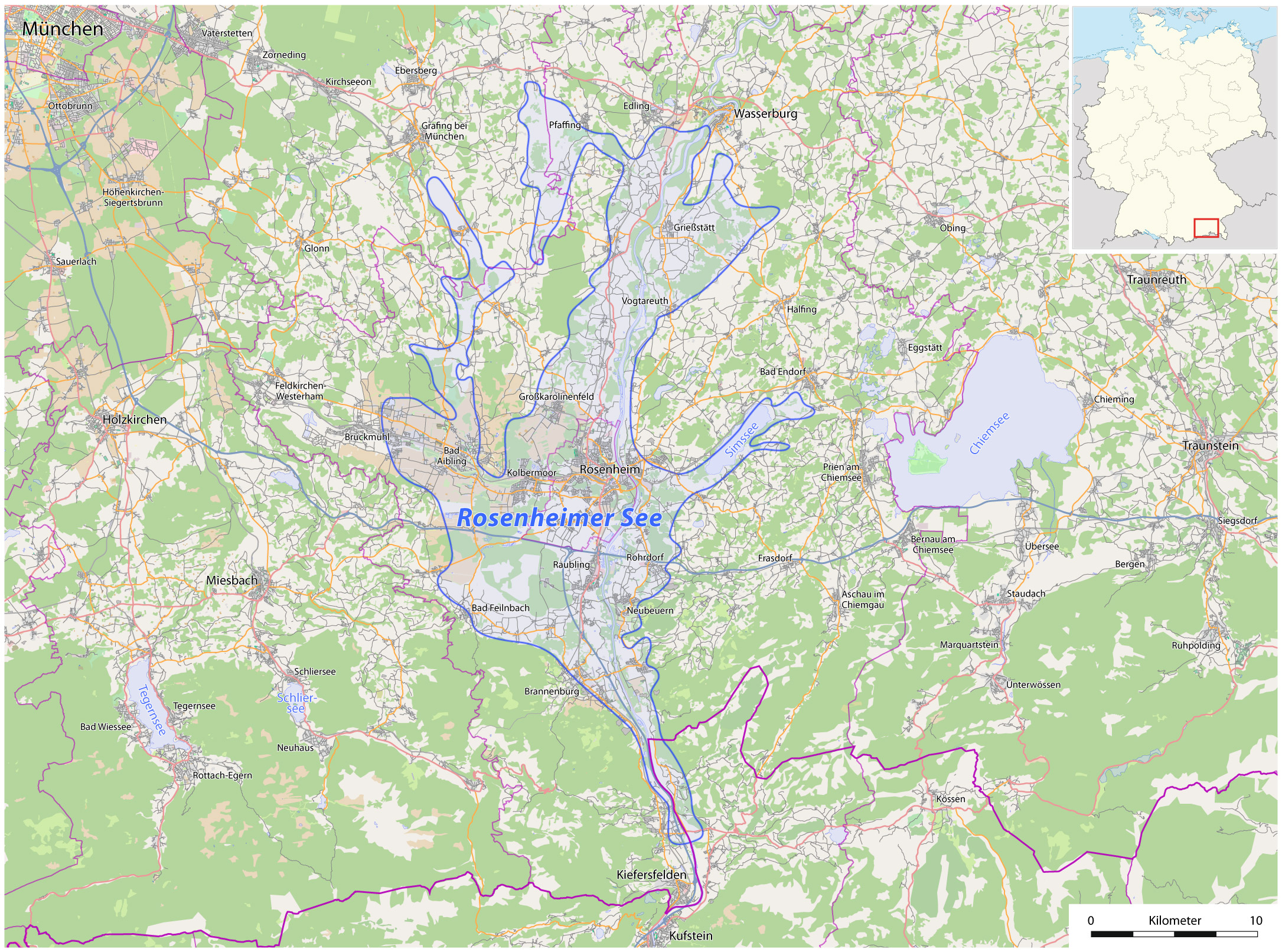
Frühere Ausdehnung des Rosenheimer Sees

Das Rosenheimer Becken ist der Grund des ehemaligen Rosenheimer Sees,  eines Sees, der sich im Zungenbecken aus dem abschmelzenden Inn-Gletscher am Ende der Würm-Eiszeit in der Gegend der heutigen Stadt Rosenheim bildete. Dieser See war mit 420 km² fast so groß wie der heutige Bodensee und hinterließ bis zu 150 m mächtige Sedimente. Mit der Verlandung und Versumpfung des Rosenheimer Sees konnten hier mächtige Moore aufwachsen. Der heutige Simssee ist ein Überrest des Rosenheimer Sees.
Begrenzt wird das Rosenheimer Becken von den mächtigen Rand- und Endmoränen, die der Gletscher hinterlassen hatte: Im Westen im Bereich des Marktes Bruckmühl der Irschenberg, im Norden der Moränendurchbruch zwischen der Stadt Wasserburg am Inn und dem Ortsteil Attel. Im Osten ging der Inn-Gletscher in den Chiemsee-Gletscher über, das Geschiebe sammelte sich in Zwischenmoränen zwischen Riedering und Prien. Drumlins findet man  nordwestlich (bei Tuntenhausen) und nordöstlich von Rosenheim.